# Nazar Tjepurnyj
Nazar Tjepurnyj, född 3 september 2002, är en ukrainsk gymnast.
Han tog brons i hopp vid världsmästerskapen i artistisk gymnastik 2023. Vid europamästerskapen i artistisk gymnastik 2024 tog han brons i samma gren.